# توماس بو لارسن
توماس بو لارسن (به انگلیسی: Thomas Bo Larsen) (زاده ۲۷ نوامبر ۱۹۶۳) بازیگر دانمارکی است.
از فیلم‌های معروف او می‌توان به بازی در فیلم‌های موج، جشن، شکار، بزرگترین قهرمانان، دنیای مُـنا، نورهای سوسوزننده، فرشته شب، قلمرو و یک دور دیگر اشاره کرد.